# Zbiornik ciśnieniowy
Zbiornik ciśnieniowy – pojemnik przeznaczony do przechowywania gazów lub cieczy w warunkach zadanego ciśnienia zasadniczo różniącego się od ciśnienia otoczenia. 
Charakterystyka pracy zbiornika ciśnieniowego, sprawia, że może on stwarzać zagrożenie wypadku podczas eksploatacji zbiornika. W związku z tym projekt, produkcja i działanie zbiorników ciśnieniowych są regulowane przepisami, które obejmują takie parametry, jak maksymalne bezpieczne ciśnienie robocze, temperatura pracy zbiornika, współczynnik bezpieczeństwa, naddatek na korozję i minimalną temperaturę projektową (dla kruchego pękania). Gotowa konstrukcja jest zazwyczaj testowana za pomocą nieniszczących testów, do których należą: testy ultradźwiękowe, radiografia i testy ciśnieniowe.

## Charakterystyka

### Kształt
Zbiorniki ciśnieniowe mogą przybierać prawie dowolny kształt, ale zazwyczaj stosuje się kształty wykonane z części kul, cylindrów i stożków. Typowym kształtem zbiornika ciśnieniowego jest cylinder z zaślepkami zwanymi głowicami. Kształty głowic są często półkuliste lub wklęsłe. Bardziej skomplikowane kształty zbiorników były historycznie znacznie trudniejsze do przeanalizowania pod kątem bezpiecznej obsługi i zwykle znacznie trudniejsze do skonstruowania. 

### Materiał
Zbiorniki ciśnieniowe są  powszechnie wykonane ze stali. Aby wyprodukować cylindryczny lub kulisty zbiornik ciśnieniowy, części walcowane i ewentualnie kute są ze sobą zespawane. Spawanie może negatywnie wpłynąć na niektóre właściwości mechaniczne stali, osiągane przez walcowanie lub kucie, chyba że zostaną podjęte specjalne środki ostrożności. Oprócz odpowiedniej wytrzymałości mechanicznej obecne normy nakazują stosowanie stali o dużej udarności, szczególnie na zbiorniki eksploatowane w niskich temperaturach. W zastosowaniach, w których stal węglowa uległaby korozji, należy również użyć specjalnego materiału odpornego na korozję. 
Niektóre zbiorniki ciśnieniowe są wykonane z materiałów kompozytowych, takich jak kompozyt nawinięty z włókien węglowych, utrzymywany na miejscu za pomocą polimeru. Ze względu na bardzo dużą wytrzymałość włókna węglowego na rozciąganie naczynia te mogą być bardzo lekkie, ale są znacznie trudniejsze w produkcji. Materiał kompozytowy można owinąć wokół metalowej wykładziny, tworząc kompozytowe owinięte opakowanie ciśnieniowe. 
Inne bardzo powszechne materiały obejmują polimery, takie jak PET w pojemnikach na napoje gazowane i miedź w instalacjach wodociągowych. Zbiorniki ciśnieniowe mogą być wyłożone różnymi metalami, ceramiką lub polimerami, aby zapobiec wyciekom i chronić strukturę naczynia przed zawartym w nich medium. Taka wykładzina może również przenosić znaczną część obciążenia ciśnieniowego. Zbiorniki ciśnieniowe mogą być również zbudowane z betonu lub innych materiałów, które są słabo naprężone.

### Ciśnienie robocze
Typowe cylindryczne zbiorniki ciśnieniowe do gazów takich jak powietrze, tlen, azot, wodór, argon oraz hel są produkowane przez kucie na gorąco przez prasowanie i walcowanie w celu uzyskania bezszwowego naczynia stalowego. Ciśnienie robocze butli do użytku w przemyśle, rzemiośle, nurkowaniu i medycynie ma obecnie standardowo wartość 200 barów. Strażacy oraz ratownicy potrzebują cienkich, lekkich butli do poruszania się w ograniczonych przestrzeniach. Do takich zastosowań używa się butli na 300 barów. Zapotrzebowanie na mniejszą wagę doprowadziło do różnych generacji butli kompozytowych, które charakteryzują się często jeszcze wyższymi wartościami ciśnienia roboczego. 
Oprócz standardowych zbiorników ciśnieniowych wytwarza się również zbiorniki o innych rozmiarach i kształtach, które mogą charakteryzować się różnymi wartościami ciśnienia roboczego. Kształt i dobór materiału na zbiornik pozwala na projektowanie ciśnienia roboczego zbiornika w zależności do konkretnych potrzeb.